# Пушкино (Вяземский район)
Пушкино — деревня в Вяземском районе Смоленской области России. Входит в состав Исаковского сельского поселения. Население — 17 жителей (2019 год).
Расположена в восточной части области в 21 км к востоку от Вязьмы, в 24 км восточнее автодороги Р132 Вязьма — Калуга — Тула — Рязань, на берегу реки Толбинки. В 3,5 км севернее деревни расположена железнодорожная станция Исаково на линии Вязьма — Калуга.

## История
В годы Великой Отечественной войны деревня была оккупирована гитлеровскими войсками в октябре 1941 года, освобождена в марте 1943 года.